# Fitz Hugh Sound
Fitz Hugh Sound är ett sund i Kanada.   Det ligger i provinsen British Columbia, i den sydvästra delen av landet, 3 800 km väster om huvudstaden Ottawa.
I omgivningarna runt Fitz Hugh Sound växer i huvudsak barrskog.